# 永和薬品商会 (東京都)
株式会社永和薬品商会（えいわやくひんしょうかい）は、かつて東京都大田区池上七丁目13-5に本社を置いた、医薬品・一般用医薬品等の卸売販売をおこなう企業であった。 現在は「アルフレッサ株式会社」である。

## 概要
- 資本金・500万円
- 代表取締役社長・山本次郎

## 沿史
- 昭和35年4月設立
- 昭和36年5月 「中川安」に吸収合併し「中川安・東京店」として発足

## 主な取引メーカー
- 三共
- 第一製薬
- 藤沢薬品
- エーザイ
- 田辺製薬
- 塩野義製薬
- 東京田辺製薬
- 森下製薬
- 科研
- 丸石

## 備考
- 中川安が首都圏市場への進出する為に設立した子会社である。
- 当時は、都道府県単位の市場管理を行うメーカーが大半で、全般に他県卸の市場進出や他県からの商品の流入については、反対の気運が強かったため、カモフラージュとして設立した企業である。